# 2012 CONCACAF U-17女子選手権
2012 CONCACAF U-17女子選手権は、2012年5月2日から5月12日までグアテマラのグアテマラシティで開催される、第3回目のCONCACAF U-17女子選手権である。アメリカ合衆国代表が2大会ぶり2回目の優勝を果たした。

## 概要
上位3チームはアゼルバイジャンで開催される2012 FIFA U-17女子ワールドカップの出場権を手にする。アメリカ合衆国、カナダ、メキシコが本大会の出場権を獲得した。
本戦のすべての試合はUTC-6にて、グアテマラシティのエスタディオ・セメントス・プログレソで開催された。

## 本戦
中米予選からはパナマが、カリブ海予選からはバハマ、ジャマイカ、トリニダード・トバゴが予選を突破。これに本戦シードされているアメリカ合衆国、カナダ、メキシコと開催国のグアテマラを加えた8カ国が本戦を戦う。
グループリーグの抽選会は2012年2月19日にマイアミビーチにあるCONCACAFオフィスで行われた。

### グループリーグ

#### グループA
| チーム     | 試合 | 勝 | 分 | 負 | 得 | 失 | 差  | 勝点 |
| ---------- | ---- | -- | -- | -- | -- | -- | --- | ---- |
| カナダ     | 3    | 3  | 0  | 0  | 16 | 1  | +15 | 9    |
| パナマ     | 3    | 1  | 1  | 1  | 8  | 8  | 0   | 4    |
| ジャマイカ | 3    | 1  | 1  | 1  | 4  | 5  | -1  | 4    |
| グアテマラ | 3    | 0  | 0  | 3  | 2  | 16 | -14 | 0    |

| 2012年5月2日 14:00 |

| カナダ                                                                       | 6 – 0    | パナマ |
| プリンス 6分 · ダンダ 11分 · クラーク 22分, 40分, 42分 · ピエール＝ルイ 51分 | レポート |        |

| エスタディオ・セメントス・プログレソ, グアテマラシティ 観客数: 390 主審: Quetzalli Alvarado |

| 2012年5月2日 16:30 |

| グアテマラ | 0 – 3    | ジャマイカ                      |
|            | レポート | 13分, 42分 グレイ · 65分 ショー |

| エスタディオ・セメントス・プログレソ, グアテマラシティ 観客数: 390 主審: Yesli Rivas |

| 2012年5月4日 14:00 |

| ジャマイカ | 0 – 4    | カナダ                                                          |
|            | レポート | 18分 サンダーソン · 21分 ネフ · 55分 クラーク · 90+3分 プリンス |

| エスタディオ・セメントス・プログレソ, グアテマラシティ 観客数: 1,100 主審: Lucila Venegas |

| 2012年5月4日 16:30 |

| グアテマラ        | 1 – 7    | パナマ                                                                           |
| イブルグエン 29分 | レポート | 4分, 36分 リリー · 34分, 73分 バティスタ · 49分 フランコ · 61分, 90+2分 コックス |

| エスタディオ・セメントス・プログレソ, グアテマラシティ 観客数: 1,100 主審: Dianne Ferreira-James |

| 2012年5月6日 14:00 |

| パナマ               | 1 – 1    | ジャマイカ    |
| コックス 72分 (pen.) | レポート | 32分 ベイリー |

| エスタディオ・セメントス・プログレソ, グアテマラシティ 観客数: 475 主審: Quetzalli Alvarado |

| 2012年5月6日 16:30 |

| グアテマラ    | 1 – 6    | カナダ                                                              |
| エレーラ 28分 | レポート | 23分 ダンダ · 31分, 64分 クラーク · 77分, 81分, 90+2分 サンダーソン |

| エスタディオ・セメントス・プログレソ, グアテマラシティ 観客数: 475 主審: Annia Navarrete |

#### グループB
| チーム               | 試合 | 勝 | 分 | 負 | 得 | 失 | 差  | 勝点 |
| -------------------- | ---- | -- | -- | -- | -- | -- | --- | ---- |
| アメリカ合衆国       | 3    | 3  | 0  | 0  | 18 | 0  | +18 | 9    |
| メキシコ             | 3    | 2  | 0  | 1  | 8  | 3  | +5  | 6    |
| トリニダード・トバゴ | 3    | 0  | 1  | 2  | 0  | 7  | -7  | 1    |
| バハマ               | 3    | 0  | 1  | 2  | 0  | 16 | -16 | 1    |

| 2012年5月3日 14:00 |

| バハマ | 0 – 10   | アメリカ合衆国                                                                                |
|        | レポート | 1分, 75分, 84分 パース · 6分, 40分, 41分, 44分, 60分 グリーン · 55分 サリヴァン · 77分 ペイン |

| エスタディオ・セメントス・プログレソ, グアテマラシティ 観客数: 61 主審: Cardella Samuels |

| 2012年5月3日 16:30 |

| メキシコ                            | 2 – 0    | トリニダード・トバゴ |
| エルナンデス 32分 · ドゥアルテ 40分 | レポート |                      |

| エスタディオ・セメントス・プログレソ, グアテマラシティ 観客数: 61 主審: Irazema Aguilar |

| 2012年5月5日 14:00 |

| アメリカ合衆国                                                                                    | 5 – 0    | トリニダード・トバゴ |
| ブルーダー 20分 · サリヴァン 65分 · ロビンソン 67分 · グリーン 86分 · ジョアンナ・ボイルズ 90+3分 | レポート |                      |

| エスタディオ・セメントス・プログレソ, グアテマラシティ 観客数: 128 主審: Alicia Villatoro |

| 2012年5月5日 16:30 |

| メキシコ                                                          | 6 – 0    | バハマ |
| カデナ 6分, 43分 · モラレス 8分, 13分 · ヴェガ 26分 · ピネガ 79分 | レポート |        |

| エスタディオ・セメントス・プログレソ, グアテマラシティ 観客数: 128 主審: Gilian Martindale |

| 2012年5月7日 14:00 |

| トリニダード・トバゴ | 0 – 0    | バハマ |
|                      | レポート |        |

| エスタディオ・セメントス・プログレソ, グアテマラシティ 観客数: 184 主審: Cardella Samuels |

| 2012年5月7日 16:30 |

| アメリカ合衆国                   | 3 – 0    | メキシコ |
| グリーン 16分 (pen.), 32分, 36分 | レポート |          |

| エスタディオ・セメントス・プログレソ, グアテマラシティ 観客数: 184 主審: Michelle Pye |

### 決勝トーナメント
|  | 準決勝                     | 準決勝                     |                            |                            | 決勝 | 決勝 |
|  |                            |                            |                            |                            |      |      |
|  | 5月10日 – グアテマラシティ |                            |                            |                            |      |      |
|  | アメリカ合衆国             | 7                          |                            |                            |      |      |
|  | パナマ                     | 0                          |                            |                            |      |      |
|  |                            |                            | 5月12日 – グアテマラシティ |                            |      |      |
|  | アメリカ合衆国             | 1                          |                            |                            |      |      |
|  |                            | カナダ                     | 0                          |                            |      |      |
|  |                            |                            |                            |                            |      |      |
|  | 3位決定戦                  |                            |                            |                            |      |      |
|  | 5月10日 – グアテマラシティ | 5月10日 – グアテマラシティ | 5月12日 – グアテマラシティ | 5月12日 – グアテマラシティ |      |      |
|  | カナダ                     | 1                          | パナマ                     | 0                          |      |      |
|  | メキシコ                   | 0                          |                            | メキシコ                   | 6    |      |

#### 準決勝
| 2012年5月10日 13:30 |

| アメリカ合衆国                                                                                       | 7 – 0    | パナマ |
| ペイン 9分 · グリーン 44分, 45+1分, 53分 · アンドリュース 50分 · ジェンキンス 66分 · ブルーダー 77分 | レポート |        |

| エスタディオ・セメントス・プログレソ, グアテマラシティ 観客数: 98 主審: Gillian Martindale |

| 2012年5月10日 16:30 |

| カナダ            | 1 – 0    | メキシコ |
| サンダーソン 13分 | レポート |          |

| エスタディオ・セメントス・プログレソ, グアテマラシティ 観客数: 98 主審: Dianne Ferreira-James |

#### 3位決定戦
| 2012年5月12日 13:30 |

| パナマ | 0 – 6    | メキシコ                                                              |
|        | レポート | 13分 モラレス · 51分, 54分, 72分, 84分 ドゥアルテ · 65分 エルナンデス |

| エスタディオ・セメントス・プログレソ, グアテマラシティ 観客数: 1,768 主審: Irasema Aguiler |

#### 決勝戦
| 2012年5月12日 16:30 |

| アメリカ合衆国 | 1 – 0    | カナダ |
| ムネリン 21分  | レポート |        |

| エスタディオ・セメントス・プログレソ, グアテマラシティ 観客数: 1,768 主審: Alicia Villatoro |

## 優勝国
| 2012 CONCACAF U-17女子選手権優勝国 |
| ---------------------------------- |
| · アメリカ合衆国 · 2大会ぶり2回目  |